# Pulau Kital
Pulau Kital är en ö i Indonesien.   Den ligger i provinsen Moluckerna, i den östra delen av landet, 2 300 km öster om huvudstaden Jakarta. Arean är 0,25 kvadratkilometer.
Terrängen på Pulau Kital är lite kuperad. Öns högsta punkt är 52 meter över havet. Den sträcker sig 0,6 kilometer i nord-sydlig riktning, och 0,6 kilometer i öst-västlig riktning.